# セカンド篠塚
セカンド篠塚（セカンドしのづか、1985年1月11日 - ）は、日本のプロレスラー。本名：篠塚 清孝（しのづか 
きよたか）。新春シャンソン篠塚（しんしゅんシャンソンしのづか）としてリングアナウンサーを務めている。

## 経歴
- 2007年5月5日、信州プロレスリング上田創造館大会でマルコXXとタッグを組んで対タイガーチョッとチン&戸倉馬之助戦でデビュー。

## 得意技
セカンドフライ
セカンドゴロ
ワイルドピッチ

## タイトル歴
- SWF認定世界ヘビー級王座（第10代）